# Toyota TS050 Hybrid
La Toyota TS050 Hybrid est une voiture de course, de catégorie LMP1, qui a couru en Championnat du monde d'endurance FIA avec l'écurie officielle du constructeur Toyota, Toyota Gazoo Racing, entre 2016 et 2020. Elle a succédé à la Toyota TS040 Hybrid.

## Histoire
La Toyota TS050 Hybrid est dévoilée officiellement le 24 mars 2016 sur le circuit Paul-Ricard, en France. Elle arbore désormais une nouvelle livrée rouge, noire et blanche, aux couleurs du Gazoo Racing.
Le moteur utilisé sur ce modèle est un six-cylindres (V6) biturbo, contre un huit-cylindres (V8) atmosphérique précédemment. D'après Toyota, le turbo correspond mieux au nouveau règlement actuel, qui limite le débit de carburant.
En 2020, Toyota stoppe la production de la TS050 Hybrid.

## Technique
La Toyota TS050 Hybrid est propulsée par un moteur V6 à injection directe biturbo de 2,4 litres de 500 ch, épaulé par deux moteurs électriques (un Aisin AW pour l’avant et Denso pour l’arrière) qui portent la puissance totale à 1 000 ch.

## Pilotes
Les pilotes engagés pour la saison 2016 sont Kazuki Nakajima, Anthony Davidson, Stéphane Sarrazin, Sébastien Buemi, Mike Conway et Kamui Kobayashi.

## Championnat du monde d'endurance

### Saison 2016
L'équipe Toyota Racing aligne deux prototypes, portant les numéros 5 et 6, pour les neuf épreuves du championnat dont les 24 Heures du Mans.

#### 6 Heures de Silverstone
La no 5 monte à la troisième place après l'abandon de l'Audi R18 no 8 et de la Porsche 919 no 1. La no 6 finit 17e à cause de dommages qui l'ont immobilisée dans les stands.

#### 24 Heures du Mans
Après 23 h 57 de course et placée à la première position devant la Porsche no 2 avec près de 40 secondes d'avance, la voiture perd soudainement de la puissance dans les Hunaudières pour finalement s’arrêter juste sous la passerelle de la ligne d'arrivée, à la suite d'un problème technique. Ceci permet à Porsche de reprendre la tête et de remporter la course. La no 5 repart finalement mais n'est pas classée, son dernier tour étant trop lent. La TS050 Hybrid no 6 prend la deuxième place sur le podium.

### Saison 2018-2019
Le championnat 2018-2019 a la particularité de compter les 24 Heures du Mans à deux reprises sur la même saison, en juin 2018 et juin 2019.

#### 24 Heures du Mans
Lors de l'édition 2018, les TS050 Hybrid no 8 et no 7 terminent en tête du classement LMP1 et du classement général, signant la première victoire de Toyota aux 24 Heures du Mans.
Comme en 2018, les TS050 Hybrid no 8 et no 7 terminent en tête du classement LMP1 et du classement général, signant la seconde victoire de Toyota aux 24 Heures du Mans.

### Saison 2019-2020

#### 24 Heures du Mans
L'édition 2020 marque la dernière participation du modèle aux 24 Heures du Mans, la Toyota TS050 Hybrid no 8 remporte la course une troisième fois d'affilée.